# 한다면 한다! 한다맨
《한다면 한다! 한다맨》은 대교어린이TV에서 방영하는 어린이 코너이다. 한다맨은 어린이 제보자의 제보를 받고 순간이동을 하여 제보자의 집을 찾아가 어린이와 대결을 벌인다.

## 한다면 한다! 한다맨 시즌2
한다맨이 월드 히어로 협회에 가입하고 나서의 내용을 다룬다.

## 한다면 한다! 한다맨 시즌3
《한다면 한다! 한다맨 시즌3》는 《한다면 한다! 한다맨》의 세번째 시즌이다.

### 방영 목록
- 1화: 6월 21일(수) 오후 7시 방영.[1] 문화방송 《세모방 : 세상의 모든 방송》과 협업하여 헨리, 슬리피, 고영배가 출연하였고,[2] 그들은 한다맨 복장을 입고 일일 한다맨이 되기 위한 교육을 받는다.[3] 이후 헨리가 일일 한다맨이 되기 위해 첫번째 자격 테스트로 코끼리 코 5바퀴를 돌고 딱지치기를 하는데 딱치를 칠 줄 몰라서 자격 테스트를 실패했다. 하지만 두번째 자격 테스트인 댄스 대결에서 헨리가 한다맨을 능가하여 댄스 기술을 잘 선보여서 자격 테스트를 통과하여 헨리는 한다맨을 임명받았다.[4][5][6] 이후 헨리는 한다맨에게 에너지 전달식을 했는데, "한다맨 파워 업!”이라는 대사를 외치고 나서 한다맨의 기운을 받자 온몸이 찌릿했다가 힘이 솟아오른다.[7] 이후 일일 한다맨의 헨리가 분신술로 슬리피, 고영배를 생성한 다음 순간이동으로 제보자의 집 앞에 도착했다. (실제로는 차안에 순간이동을 한 다음 제보자의 영상을 보면서 제보자의 집을 찾아간 다음 또 다시 순간이동을 하여 집 앞에 도착한다.)